# Gmina Busovača
Gmina Busovača (boś. Općina Busovača) – gmina w Bośni i Hercegowinie, w kantonie środkowobośniackim. W 2013 roku liczyła 17 910 mieszkańców.